# Canton de Paray-le-Monial
Le canton de Paray-le-Monial est une circonscription électorale française située dans le département de Saône-et-Loire et la région Bourgogne-Franche-Comté.

## Géographie
Ce canton est organisé autour de Paray-le-Monial dans l'arrondissement de Charolles. Son altitude varie de 229 m à 417 m (Saint-Martin-du-Lac).

## Histoire
- De 1833 à 1842, les cantons de Paray et de Digoin avaient le même conseiller général. Le nombre de conseillers généraux était limité à 30 par département.

- Par décret du 18 février 2014, le nombre de cantons du département est divisé par deux, avec mise en application aux élections départementales de mars 2015. Le canton de Paray-le-Monial est conservé et s'agrandit. Il passe de 10 à 22 communes[4].

## Représentation

### Conseillers d'arrondissement (de 1833 à 1940)
| Période                                  | Période      | Identité                               | Étiquette       | Qualité |
| ---------------------------------------- | ------------ | -------------------------------------- | --------------- | --- |
| 1833                                     | 1858         | Jean Gaspard Bouthier (1795-1860)      | Constitutionnel | Ancien garde du corps, maire puis adjoint au maire de Paray-le-Monial                                       |
| 1858                                     | 1883         | Joseph-François de Luvigne (1812-1886) | Conservateur    | Propriétaire à Paray-le-Monial                                                                              |
| 1883                                     | 1889         | Charles-Just Pézerat-Chasserot         | Républicain     | Maire de Poisson                                                                                            |
| 1889                                     | 1895         | Louis Griveaud                         | Conservateur    | Docteur en médecine à Paray-le-Monial                                                                       |
| 1895                                     | 1898         | François Rey (1839-1917)               | Républicain     | Cultivateur à Vilaine, maire de Volesvres                                                                   |
| 1898                                     | 1904         | Alfred Magnien                         | Républicain     | Maire de Nochize                                                                                            |
| 1904                                     | 1910         | Joseph Émile Bernard (1868-1956)       | Radical         | Juge de paix, propriétaire à Paray-le-Monial                                                                |
| 1910                                     | 1928         | Benoît Buffet                          | Libéral         | Marchand de bois, propriétaire à Paray-le-Monial                                                            |
| 1928                                     | 1934         | Antoine Renard (1875-1939)             | SFIO            | Sabotier, maire de Paray-le-Monial                                                                          |
| 1934                                     | 1938 (décès) | Joseph Moulin                          | Républicain     | Négociant à Paray-le-Monial                                                                                 |
| 21 août 1938                             | 1940         | M. Maillet                             | SFIO            | Cultivateur à Saint-Léger-lès-Paray                                                                         |
| 1940                                     |              |                                        |                 | Les conseils d'arrondissement ont été suspendus par la loi du 12 octobre 1940 et n'ont jamais été réactivés |
| Les données manquantes sont à compléter. |              |                                        |                 | |

### Conseillers généraux de 1833 à 2015
| Période | Période          | Identité                               | Étiquette             | Qualité |
| ------- | ---------------- | -------------------------------------- | --------------------- | --- |
| 1833    | 1836             | Antoine Desforges                      | Constitutionnel       | Juge de paix de Digoin |
| 1836    | 1842             | Jacques Jean Barrois                   |                       | Avocat, juge de paix à Paray-le-Monial                                                                                              |
| 1842    | 1870 (décès)     | Hyacinthe Maublanc de Chiseuil         | Maj. dynastique       | Ancien officier maire de Paray-le-Monial (1840-1868) Député (1863-1869)                                                             |
| 1870    | 1877             | Gustave Gillet de Chalonge             | Conservateur          | Maire de Paray-le-Monial |
| 1877    | 1883             | Jean-Baptiste Berger                   | Républicain           | Propriétaire Maire de Paray-le-Monial                                                                                               |
| 1884    | 1893 (décès)     | Gustave Gillet de Chalonge (1814-1893) | Conservateur          | Maire de Paray-le-Monial |
| 1893    | 1900 (démission) | Jean-Baptiste Berger                   | Républicain           | Propriétaire Maire de Paray-le-Monial                                                                                               |
| 1900    | 1925             | Benoît Cretin                          | Rad.                  | Ancien pharmacien - Maire de Paray-le-Monial (1912-1919)                                                                            |
| 1925    | 1940             | Barthélemy Berthelot                   | RG-Rad.               | Négociant en vins Conseiller municipal de Paray-le-Monial Nommé conseiller départemental en 1942                                    |
|         |                  |                                        |                       | |
| 1945    | 1973 (décès)     | Ernest Carrier                         | Rad.                  | Industriel Maire de Paray-le-Monial (1965-1971) Adjoint au maire de Paray-le-Monial                                                 |
| 1973    | 2004             | Marcel-Alain Drapier                   | DVD puis UDF puis UMP | Médecin Maire de Paray-le-Monial (1971-1989)                                                                                        |
| 2004    | 2015             | André Accary                           | UMP                   | Ancien directeur régional de laboratoire Maire-adjoint de Paray-le-Monial Président de la Communauté de communes de Paray-le-Monial |

### Conseillers départementaux à partir de 2015
| Période élective | Période élective | Mandat | Mandat   | Identité                | Nuance | Nuance | Qualité |
| ---------------- | ---------------- | ------ | -------- | ----------------------- | ------ | ------ | --- |
| 2015             | 2021             | 2015   | 2021     | André Accary            |        | LR     | Maire-adjoint de Paray-le-Monial Président de la Communauté de communes de Paray-le-Monial Président du Conseil départemental                                                                       |
| 2015             | 2021             | 2015   | 2021     | Carole Chenuet-Gaillard |        | LR     | Assistante administrative à la chambre de commerce et d'industrie de Saône-et-Loire Première adjointe au maire de Marcigny, maire depuis 2020 Présidente de la commission environnement et tourisme |
| 2021             | 2028             | 2021   | en cours | André Accary            |        | LR     | Conseiller sortant, Président du conseil départemental |
| 2021             | 2028             | 2021   | en cours | Carole Chenuet          |        | LR     | Conseillère sortante |

### Résultats détaillés

#### Élections de mars 2015
À l'issue du 1er tour des élections départementales de 2015, deux binômes sont en ballotage : André Accary et Carole Chenuet (Union de la Droite, 50,78 %) et Stéphanie Gateau et Louis Poncet (DVG, 27,35 %). Le taux de participation est de 51,87 % (8 423 votants sur 16 240 inscrits) contre 50,75 % au niveau départemental et 50,17 % au niveau national.
Au second tour, André Accary et Carole Chenuet (Union de la Droite) sont élus avec 67,29 % des suffrages exprimés et un taux de participation de 49,25 % (5 004 voix pour 7 995 votants et 16 233 inscrits).

#### Élections de juin 2021
Le premier tour des élections départementales de 2021 est marqué par un très faible taux de participation (33,26 % au niveau national). Dans le canton de Paray-le-Monial, ce taux de participation est de 38,17 % (5 686 votants sur 14 895 inscrits) contre 32,7 % au niveau départemental. À l'issue de ce premier tour,  le binôme constitué de André Accary et Carole Chenuet (DVD , 76,73 %), est élu avec 76,73 % des suffrages exprimés.

## Composition

### Composition avant 2015
Le canton de Paray-le-Monial regroupait 10 communes.
| Nom                         | Code Insee | Codepostal | Superficie (km2) | Population (dernière pop. légale) | Densité (hab./km2) |
| --------------------------- | ---------- | ---------- | ---------------- | --------------------------------- | ------------------ |
| Paray-le-Monial (chef-lieu) | 71342      | 71600      | 25,20            | 9 029 (2012)                      | 358                |
| Hautefond                   | 71232      | 71600      | 13,62            | 210 (2012)                        | 15                 |
| L'Hôpital-le-Mercier        | 71233      | 71600      | 16,47            | 304 (2012)                        | 18                 |
| Nochize                     | 71331      | 71600      | 11,07            | 92 (2012)                         | 8,3                |
| Poisson                     | 71354      | 71600      | 35,48            | 592 (2012)                        | 17                 |
| Saint-Léger-lès-Paray       | 71439      | 71600      | 13,37            | 670 (2012)                        | 50                 |
| Saint-Yan                   | 71491      | 71600      | 26,15            | 1 138 (2012)                      | 44                 |
| Versaugues                  | 71573      | 71110      | 10,86            | 209 (2012)                        | 19                 |
| Vitry-en-Charollais         | 71588      | 71600      | 21,24            | 1 150 (2012)                      | 54                 |
| Volesvres                   | 71590      | 71600      | 21,53            | 625 (2012)                        | 29                 |

### Composition depuis 2015
Le canton de Paray-le-Monial comprend désormais 22 communes entières.
| Nom                                     | Code Insee | Intercommunalité      | Superficie (km2) | Population (dernière pop. légale) | Densité (hab./km2) | Modifier                                    |
| --------------------------------------- | ---------- | --------------------- | ---------------- | --------------------------------- | ------------------ | ------------------------------------------- |
| Paray-le-Monial (bureau centralisateur) | 71342      | CC Le Grand Charolais | 25,20            | 9 256 (2022)                      | 367                | modifier les données · modifier les données |
| Anzy-le-Duc                             | 71011      | CC de Marcigny        | 25,06            | 423 (2022)                        | 17                 | modifier les données · modifier les données |
| Artaix                                  | 71012      | CC de Marcigny        | 21,41            | 343 (2022)                        | 16                 | modifier les données · modifier les données |
| Baugy                                   | 71024      | CC de Marcigny        | 12,61            | 495 (2022)                        | 39                 | modifier les données · modifier les données |
| Bourg-le-Comte                          | 71048      | CC de Marcigny        | 11,40            | 171 (2022)                        | 15                 | modifier les données · modifier les données |
| Céron                                   | 71071      | CC de Marcigny        | 23,53            | 264 (2022)                        | 11                 | modifier les données · modifier les données |
| Chambilly                               | 71077      | CC de Marcigny        | 13,63            | 471 (2022)                        | 35                 | modifier les données · modifier les données |
| Chenay-le-Châtel                        | 71123      | CC de Marcigny        | 32,14            | 373 (2022)                        | 12                 | modifier les données · modifier les données |
| Hautefond                               | 71232      | CC Le Grand Charolais | 13,62            | 202 (2022)                        | 15                 | modifier les données · modifier les données |
| L'Hôpital-le-Mercier                    | 71233      | CC Le Grand Charolais | 16,47            | 301 (2022)                        | 18                 | modifier les données · modifier les données |
| Marcigny                                | 71275      | CC de Marcigny        | 8,15             | 1 711 (2022)                      | 210                | modifier les données · modifier les données |
| Melay                                   | 71291      | CC de Marcigny        | 36,50            | 964 (2022)                        | 26                 | modifier les données · modifier les données |
| Montceaux-l'Étoile                      | 71307      | CC de Marcigny        | 9,64             | 297 (2022)                        | 31                 | modifier les données · modifier les données |
| Nochize                                 | 71331      | CC Le Grand Charolais | 11,07            | 101 (2022)                        | 9,1                | modifier les données · modifier les données |
| Poisson                                 | 71354      | CC Le Grand Charolais | 35,48            | 559 (2022)                        | 16                 | modifier les données · modifier les données |
| Saint-Léger-lès-Paray                   | 71439      | CC Le Grand Charolais | 13,37            | 759 (2022)                        | 57                 | modifier les données · modifier les données |
| Saint-Martin-du-Lac                     | 71453      | CC de Marcigny        | 14,04            | 241 (2022)                        | 17                 | modifier les données · modifier les données |
| Saint-Yan                               | 71491      | CC Le Grand Charolais | 26,15            | 1 132 (2022)                      | 43                 | modifier les données · modifier les données |
| Versaugues                              | 71573      | CC Le Grand Charolais | 10,86            | 191 (2022)                        | 18                 | modifier les données · modifier les données |
| Vindecy                                 | 71581      | CC de Marcigny        | 16,56            | 246 (2022)                        | 15                 | modifier les données · modifier les données |
| Vitry-en-Charollais                     | 71588      | CC Le Grand Charolais | 21,24            | 1 082 (2022)                      | 51                 | modifier les données · modifier les données |
| Volesvres                               | 71590      | CC Le Grand Charolais | 21,53            | 661 (2022)                        | 31                 | modifier les données · modifier les données |
| Canton de Paray-le-Monial               | 7125       |                       | 419,66           | 20 243 (2022)                     | 48                 | modifier les données                        |

## Démographie

### Démographie avant 2015
| 1962   | 1968   | 1975   | 1982   | 1990   | 1999   | 2006   | 2011   | 2012   |
| ------ | ------ | ------ | ------ | ------ | ------ | ------ | ------ | ------ |
| 13 497 | 14 731 | 15 598 | 15 111 | 14 492 | 13 772 | 13 784 | 14 039 | 14 019 |

### Démographie depuis 2015
En 2022, le canton comptait 20 243 habitants, en évolution de −0,74 % par rapport à 2016 (Saône-et-Loire : −1,06 %, France hors Mayotte : +2,11 %).
| 2013   | 2018   | 2022   |
| ------ | ------ | ------ |
| 20 339 | 20 351 | 20 243 |